# Victoria Romero
Ana Victoria Romero de Orihuela y Herrera (Chila, 2 de abril de 1804-Malanzán, 21 de noviembre de 1889), más conocida como Victoria Romero o Doña Vito fue una militar argentina, esposa del Chacho Peñaloza.

## Biografía

### Familia y comienzos
Hija del pudiente hacendado Bartolomé Romero y de Ana María Herrera, Ana Victoria fue la mayor de las dos hijas que tuvieron sus padres, nacida el 2 de abril de 1804 en la localidad riojana de Chila, donde se crio junto a su hermana menor Dolores, y juntas recibieron una instrucción elemental limitada a las primeras letras, dadas las precarias condiciones de la provincia. El 10 de julio de 1822, Victoria Romero contrajo matrimonio con el caudillo riojano Ángel Vicente Peñaloza, con quien tuvo tres hijas: las mellizas María Mercedes y María Facunda (ambas fallecidas prematuramente) y Ana María. Además, habían adoptado al hijo de un pariente del Chacho, Indalecio Peñaloza.
Victoria Romero dejó su ejemplo de abnegación en los sectores populares de su provincia natal, estando a disposición de los más necesitados y dando amparo a aquellos que se hallaban sometidos en la desolación. Colaboraba, desde mediar en problemas familiares, hasta solucionar entreveros económicos. Debido a la buena posición económica de su familia, sumadas su notable belleza y solidaridad con los carenciados, se la comenzó estimar como "Doña Vito".

### Lugarteniente de Quiroga
En 1826, cuando el caudillo riojano Facundo Quiroga rebeló contra el gobierno autocrático y centralista de Bernardino Rivadavia en reclamo por un régimen federal, Victoria Romero se unió a las filas de Quiroga luchando y ganando en la batalla de El Tala contra el general unitario Gregorio Aráoz de Lamadrid, quien había sido enviado por Rivadavia para reclutar hombres para combatir en la Guerra del Brasil. Al año siguiente, las tropas federales tuvieron un nuevo triunfo en la batalla de Rincón de Valladares, logrando sumar a la provincia de Tucumán a la Liga Federal y condenar a Lamadrid al exilio en Bolivia.
En 1829, al concluirse la Guerra del Brasil mediante un tratado de paz firmado por el gobernador bonaerense Manuel Dorrego el año anterior, el general unitario José María Paz decidió avanzar sobre la provincia de Córdoba para imponer al unitarismo. El gobernador de dicha provincia, Juan Bautista Bustos, solicitó ayuda a Facundo Quiroga para combatir contra las hostilidades del ejército de Paz. Ambos bandos se enfrentaron en la batalla de La Tablada, resultando una de las pocas derrotas de las tropas federales. Sin embargo, no se dieron por vencidos, y al año siguiente tuvo lugar la batalla de Oncativo, el cual terminó en nueva victoria para los unitarios, lo cual obligó a Bustos a huir a Santa Fe en busca del amparo del gobernador de esa provincia –Estanislao López–, mientras que Quiroga y sus lugartenientes –entre ellos Victoria Romero– regresaron a La Rioja.
El 4 de enero de 1831 se firmó el Pacto Federal, que consistía en una alianza federal contra el unitarismo, al cual adhirieron Buenos Aires (gobernada por Juan Manuel de Rosas), Entre Ríos, Corrientes (gobernada por Pedro Ferré) y Santa Fe (gobernada por López). La Rioja no firmó porque no contaba con un gobernador de estirpe federal, pero no obstante Facundo Quiroga y sus soldados enfrentaron nuevamente a Gregorio Aráoz de Lamadrid (esta vez ungido en la Jefatura de la Liga Unitaria) en la batalla de La Ciudadela, el cual no solo significó una derrota para Lamadrid, sino que también para toda la Liga unitaria.

### La Coalición del Norte
Cuando Quiroga falleció asesinado en 1835, en las provincias de Cuyo corrió el rumor –aunque no tan cierto– de que los posibles instigadores del crimen fueron Estanislao López y Juan Manuel de Rosas. Por este motivo –y aunque acérrima federal– Victoria Romero se unió a la campaña unitaria de la Coalición del Norte contra Rosas, participando en la batalla de Rodeo del Medio, el cual fue un triunfo para las tropas rosistas.

### Lucha contra el gobierno porteño, retiro y fallecimiento
En 1861, Victoria Romero acompañó a su marido y a los caudillos Felipe Varela y Ricardo López Jordán en la batalla de Pavón, la cual habría resultado una victoria segura para ellos, pero sin embargo, debido a que Justo José de Urquiza los traicionó retirando la artillería y la infantería, todo culminó en un enigmático empate. Debido a esto, Ángel Vicente Peñaloza firmó con el unitario Bartolomé Mitre el tratado de La Banderita, el cual estipulaba que ambos cesarían con las hostilidades y devolverían a los prisioneros tomados durante la guerra. Sin embargo, y pese a los sucesivos reclamos de Peñaloza –quien cumplió con las cláusulas al pie de la letra–, Mitre se negó a devolverlos, ya que todos habían sido degollados de inmediato. Todo esto desencadenó en la Batalla de Las Playas, el cual fue una derrota para los federales. Al concluir esta, "El Chacho" Peñaloza fue acorralado por una partida enemiga, sin embargo, su esposa, Victoria Romero, se apresuró a reclutar, liderar y armar lo mejor que pudo a la restante vanguardia para rescatar a su marido y posibilitarle la huida, lo cual –y aunque le costó una grave herida– logró con éxito y le valió el apodo de "La Chacha". Sin embargo, el 12 de noviembre de 1863, Ángel Vicente Peñaloza fue encontrado por Ricardo Vera, quien lo entregó a Pablo Irrazábal. Este último asesinaría a Peñaloza con una lanza y expondría la cabeza de este en la plaza de Olta. "Doña Vito" (Victoria Romero) denunció el atroz crimen y el embargo de sus bienes, y en respuesta fue obligada a barrer la plaza de la ciudad de San Juan cargada de cadenas.
Finalmente, Victoria Romero fallecería el 21 de noviembre de 1889, a la edad de 85 años, estando retirada del escenario militar y sometida a una pobreza extrema.